# シトロエン・レヴォルテ
シトロエン・レヴォルテ（Citroën Revolte）は、2009年のフランクフルトモーターショーでシトロエンが発表・製作したハイブリッドコンセプトスーパーミニである。

## 概要

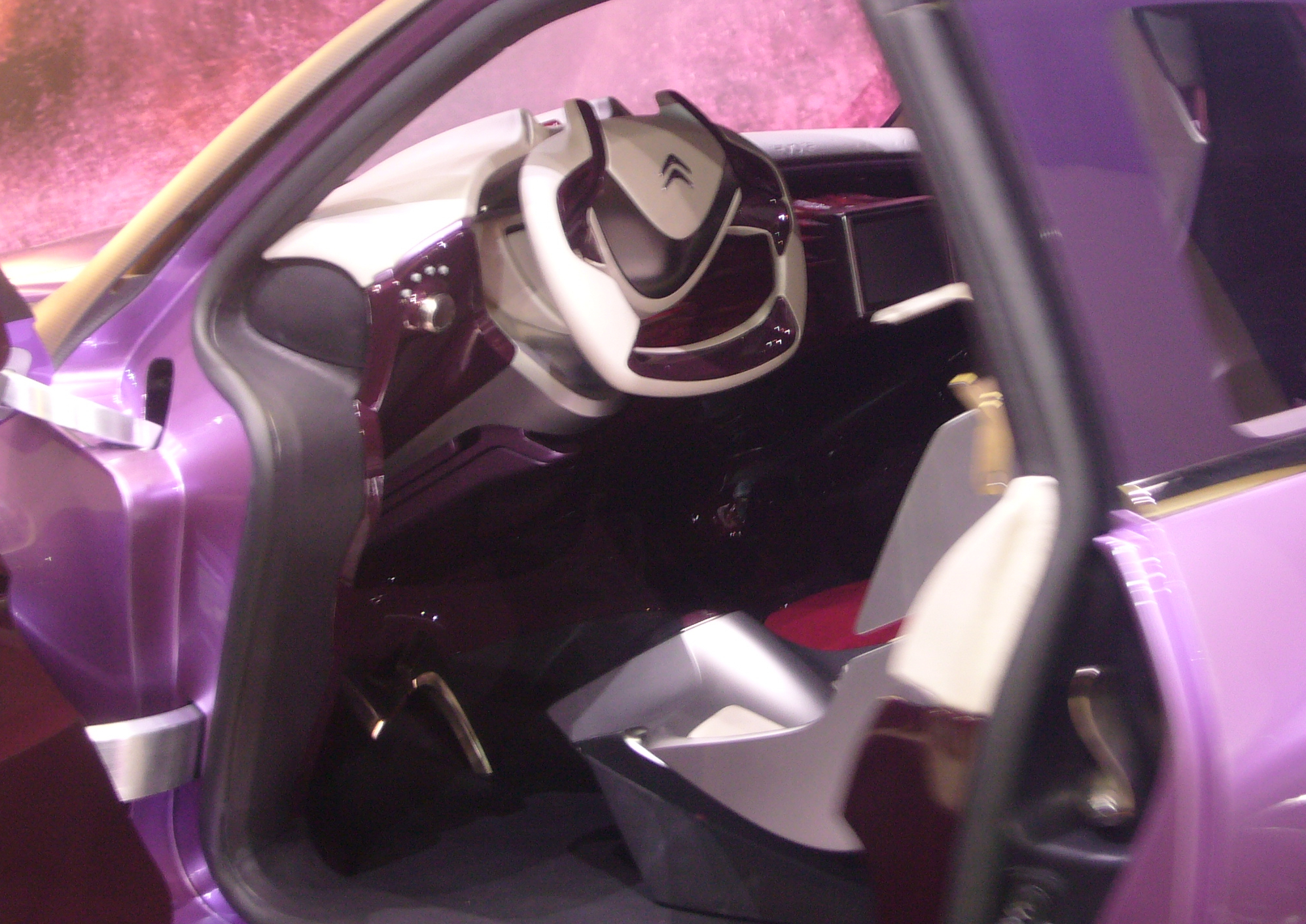
インテリア

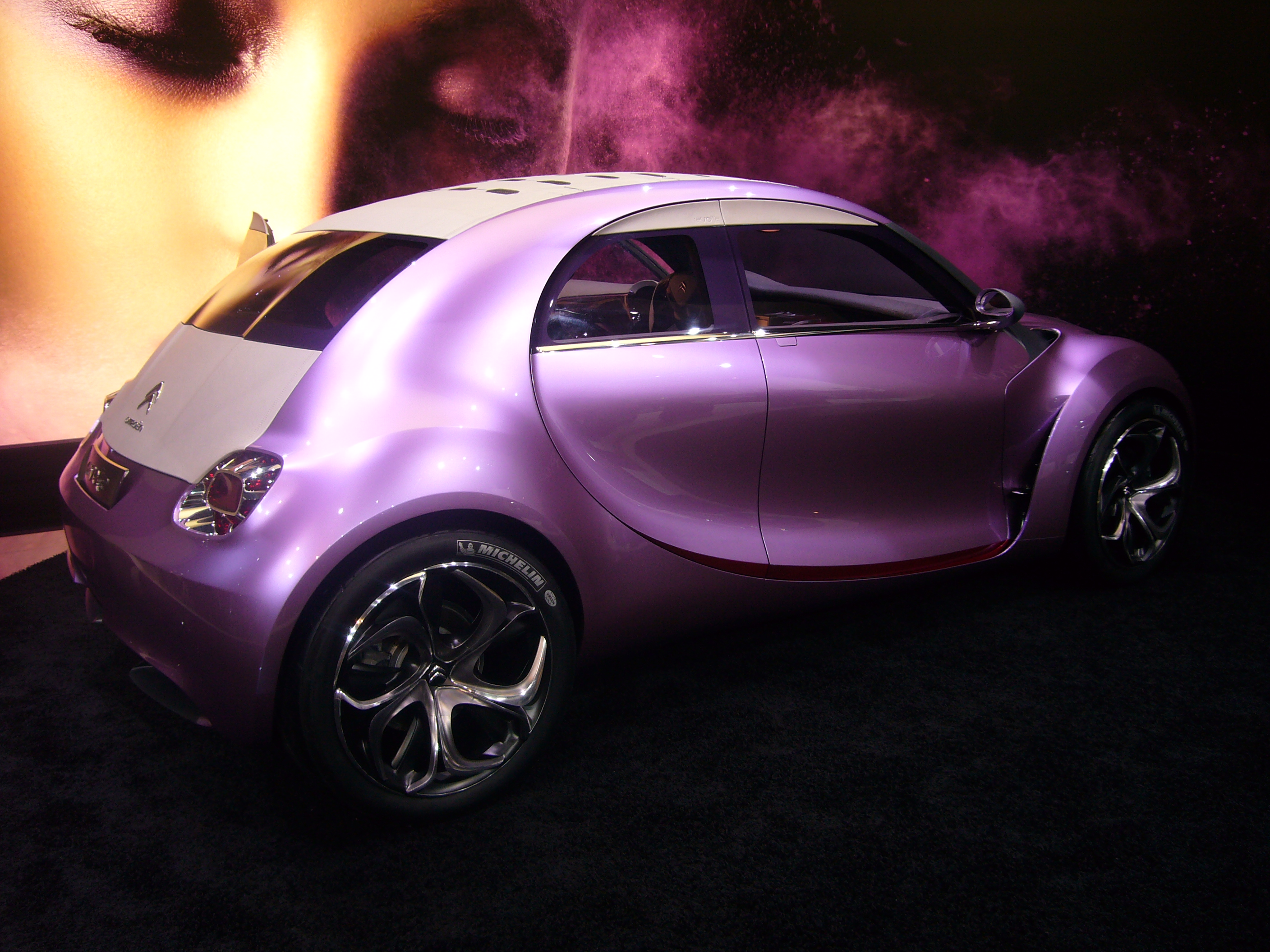
リアビュー

シトロエン・レヴォルテのデザインは、歴史的なシトロエン2CVをベースにしている。このコンセプトカーは、小型自動車の役割に関して起きている変化を示しており、経済性や実用性と同様に、スタイルやエレガンスが重要になってきていることを表している。レヴォルテは、シトロエン・スルボルと関連性がある。
シトロエン・レヴォルテのコンセプトは、シトロエンの大胆なデザインを特徴としており、これは同社の歴史の一部となり、小型自動車に新しい現代的アプローチをもたらしている。レヴォルテの全長は3.68m、全幅は1.73m、全高は1.35mである。明確に定義されたホイールアーチ、曲線的なボンネット、力強いライン、そしてルーフラインに合わせて彫刻されたサイドパネルを持つレヴォルテは、滑らかでエレガントなプロファイルを有しており、2010年にシトロエンが開発したコンセプトハイブリッドスーパーカー、シトロエン・スルボルに類似している。このコンセプトカーは、エステック・フランスの工房で全て製造された。

## エンジンと駆動系
このコンセプトカーは、充電可能な電気エンジンと小排気量の従来型内燃機関の両方で駆動する。レヴォルテは、全電動のZEV（Zero Emission Vehicle：無排出車）モードにより、排出ゼロの走行が可能である。両エンジンを組み合わせることで、323馬力（241 kW）、トルク142 lb⋅ft（193 N⋅m）を発生し、最高速度は140 mph（225 km/h）、0–60 mph（0–97 km/h）加速は5秒で達成できる。